# Ládonyi Sára
Mihályi Ládonyi Sára (Mihályi, 1530 – 1570 után) az első magyar női költő.

## Életpálya
Vas megyei középnemes család sarja. Apja mihályi Ládonyi Miklós (fl. 1520–1526), Galgóc várnagya 1524-ben, Visegrád várnagya 1526-ban, földbirtokos, anyja terösdi Kónya Potenciana (fl. 1524–1543), törösdi Kónya Lukács csanádmegyei birtokos lánya volt. Az apai nagyszülei mihályi Ládonyi István (fl. 1469–1480), földbirtokos és a Csák nemzetségből származó mihályi Ugrin Zsófia (fl. 1455–1490) voltak. Fivére Ládonyi Demeter, leánytestvére mihályi Ládonyi Krisztina, akinek a férje rávonyi Rávonyi Mihály (fl. 1513–1547), országbírói ítélőmester, Szápolyai János titkára, földbirtokos volt. Unokahúga rávonyi Rávonyi Zsófia (fl. 1559–1580), akinek a férje vizkeleti Vizkelethy Jakab (fl. 1554–1580), a királyi kancellária jegyzője, földbirtokos volt. A másik unokahúga Rávonyi Orsolya, akinek a férje asszonyfalvi Ostffy Mihály (fl. 1588–1604) veszprémi főispán volt.
Gyerekkorát testvéreivel együtt Sárváron a Nádasdy családnál töltötte. 19 éves, amikor édesanyja arra kéri Kanizsai Orsolyát, küldené haza. Első férje csehkúti Essegváry Imre volt. A második Bocskay Ferenc. Ebből a házasságból egy felnőtt lánya maradt: Bocskay Zsuzsanna, 1598-ban Dobos György felesége. Rokoni szálak fűzték Wathay Ferenc feleségéhez, Ládonyi Annához is. Egyetlen ismert versében (Láss hozzám úristen kegyelmes szemekkel) özvegységét panaszolja, valamint hogy ártatlanul gonosz rágalmazói vannak. Bornemissza Péter verseskönyvében (Énekek három rendbe) maradt fenn, valamint a részben ebből készült Bártfai énekeskönyvben. A 20. században Weöres Sándor Könyörgés címmel felvette a Három veréb hat szemmel című antológiába.

## Nyitott kérdések
A második férj pontosan melyik Bocskay Ferenc volt? Szabó Árpád tanulmánya végig razini Bocskay Ferencről ír, de közben egy olyan genealógiai munkára hivatkozik, ami kuzmicsi Bocskay Ferencről beszél. Bármelyik is legyen, halála 1570-71 körül történt, rövidesen pedig Ládonyi Sára is követte.